# Albuquerque Plaza
Albuquerque Plaza es un rascacielos de oficinas situado en Albuquerque, la ciudad más poblada del estado de Nuevo México (Estados Unidos). Con 107 metros de altura, es el más alto de un complejo de dos torres que contiene una clase de oficinas conectadas a nivel del suelo por un paseo de dos pisos que contiene espacio comercial que conecta al edificio más corto el Hyatt Regency Albuquerque. Es el edificio más alto de Albuquerque y de Nuevo México. El Hyatt Regency Albuquerque (edificio vecino al Albuquerque Plaza), con 20 pisos, es el segundo edificio más alto del estado con 78 metros. Sus techos con similares altura, color y piramidales hacen el punto focal de la línea del horizonte de Albuquerque.
Este conjunto de edificios fue diseñado por la firma de arquitectura Hellmuth, Obata y Kassabaum y su construcción finalizó en 1990.

## Principales arrendatarios
Ubicado en el centro de Albuquerque, en el distrito de negocios, cerca de los juzgados federales y estatales, el edificio es la sede de varias de las principales firmas de abogados locales. Desde 1995, también alberga oficinas del Bank of America y de la Administración de Servicios Generales.

## Impacto ambiental
El edificio más alto de Nuevo México también es una de las estructuras más sostenibles del estado. Albuquerque Plaza, utiliza un híbrido de almacenamiento de energía térmica del sistema de Calmac. El sistema ayuda a aliviar la dependencia del edificio a la red eléctrica, reducir las emisiones de carbono y reduce la energía necesaria para enfriar a sus ocupantes. Por más de 20 años, desplazando la demanda eléctrica utilizada para enfriar el edificio, ha salvado la propiedad de más de 1,2 millones de dólares en facturas de servicios eléctricos. En 2002, el Albuquerque Plaza fue galardonado BOMA 's "el edificio de oficinas del Año", que considera la conservación de energía como parte de sus criterios de evaluación.